# Varavarankely
Pour plus de détails, voir Fiche technique et Distribution.
Varavarankely est un film d'animation malgache réalisé en 2010 par Sitraka Randriamahaly.

## Synopsis
À la fenêtre de sa maison se tenait un garçon,

Un oiseau qui passait par là, un instant l’amusa,

Quand enfin retentit l’appel de ses amis… il sourit.
Proverbe malgache

## Fiche technique
- Réalisation : Sitraka Randriamahaly
- Scénario : Sitraka Randriamahaly
- Animation : Sitraka Randriamahaly

## Récompenses
- Rencontres du film court de Madagascar, 2010